# Zalipienie
Zalipienie (biał. Заліпенне, Zalipiennie; ros. Залипенье, Zalipieńje) – wieś na Białorusi, w obwodzie brzeskim, w rejonie lachowickim, w sielsowiecie Krzywoszyn.
W pobliżu położony jest rezerwat przyrody Puszcza Święcicka.

## Historia
W Rzeczypospolitej Obojga Narodów leżało w województwie nowogródzkim, w powiecie nowogródzkim. W 1589 zostało nadane jezuitom nieświeskim przez Mikołaja Krzysztofa Radziwiłła Sierotkę. Po kasacie zakonu pod koniec XVIII w. dobra te przypadły Potockim. Odpadło od Polski w wyniku II rozbioru.
W XIX i w początkach XX w. położone było w Rosji, w guberni mińskiej, w powiecie nowogródzkim, w gminie Krzywoszyn.
W dwudziestoleciu międzywojennym leżało w Polsce, w województwie nowogródzkim, w powiecie baranowickim, w gminie Krzywoszyn. W 1921 miejscowość liczyła 287 mieszkańców, zamieszkałych w 69 budynkach, wyłącznie Białorusinów wyznania prawosławnego.
Po II wojnie światowej w granicach Związku Sowieckiego. Od 1991 w niepodległej Białorusi.